# Puente festivo
Puente festivo o fin de semana largo son términos utilizados en los países occidentales para referirse a un período de días de fiesta o vacaciones que se forma al unir un día festivo con otro, o un fin de semana, deberá ser necesariamente en días alternos, no considerándose puente el enlazar varios días festivos. En algunos lugares se usa la expresión sándwich para referirse específicamente al día originalmente laborable que, por haber quedado entre festivos, se considera no laborable.
Normalmente se suele juntar un día festivo que cae en jueves o martes con el fin de semana. En otras ocasiones hay puentes más largos. Por ejemplo, en España, el año en el que la celebración de la Constitución española de 1978 (6 de diciembre) y el día de la Inmaculada Concepción (8 de diciembre) unidos al fin de semana más una fiesta movible forman un bloque de cinco días. En este caso, y de manera informal, a menudo se extiende la analogía del puente y se denomina 'acueducto' a este doble o triple puente.

## Puentes festivos en el mundo
En el Reino Unido un fin de semana largo o puente festivo, en el que el día de fiesta cae en viernes o lunes, se denomina bank holiday.
En Estados Unidos donde el cuarto jueves de noviembre se celebra el tradicional día de acción de gracias se une al viernes que, normalmente, se considera día no laborable más el fin de semana. Este viernes se considera una fiesta no oficial conocida como Black Friday, que inicia la temporada de compras navideñas. Muchos comercios abren sus puertas muy temprano (5 de la madrugada) ofreciendo productos rebajados a coste de fábrica o incluso a pérdida para atraer al público. En la cultura francesa existe el equivalente faire le pont, así como entre italianos y portugueses con el ponte. En Alemania y Suiza el puente formado por un jueves festivo, viernes, más fin de semana se llama Brückentag, Fenstertag en Austria y brugdag en los Países Bajos. En Argentina se conocen como "feriado puente".  En Israel se denomina "yom gishur"/"יום גישור".
En México, para el caso del día 5 de febrero, el descanso se deberá tomar el primer lunes de ese mes; para el 21 de marzo y el 20 de noviembre, será el tercer lunes de cada uno de los meses.
Se mantienen como descanso obligatorio los días 25 de diciembre, 1 de enero, 1.º de mayo y 16 de septiembre.
En Chile se usa la expresión "sándwich" para referirse al día laboral entre un fin de semana y un festivo que se toma libre.
En Colombia el gobierno decretó que las celebraciones tanto de la iglesia católica como del estado se trasladaran al siguiente lunes de la celebración, con las excepciones siguientes: 1 de enero, jueves y viernes Santos, 1 de mayo (Día del Trabajo), 20 de julio (Día de la Independencia), 7 de agosto (Batalla de Boyacá), 8 de diciembre (Inmaculada Concepción) y 25 de diciembre (Navidad). Las "galletas", entonces, caen casi siempre en lunes, a veces en viernes cuando una de las festividades mencionadas cae en viernes. Pero no existe la tradición de los puentes largos cuando una festividad cae en martes o en jueves; en estos casos, los días lunes o viernes, según corresponda, son días laborales normales, por ejemplo, el viernes 8 de agosto en 2014.